# Eduardo Chicharro y Agüera

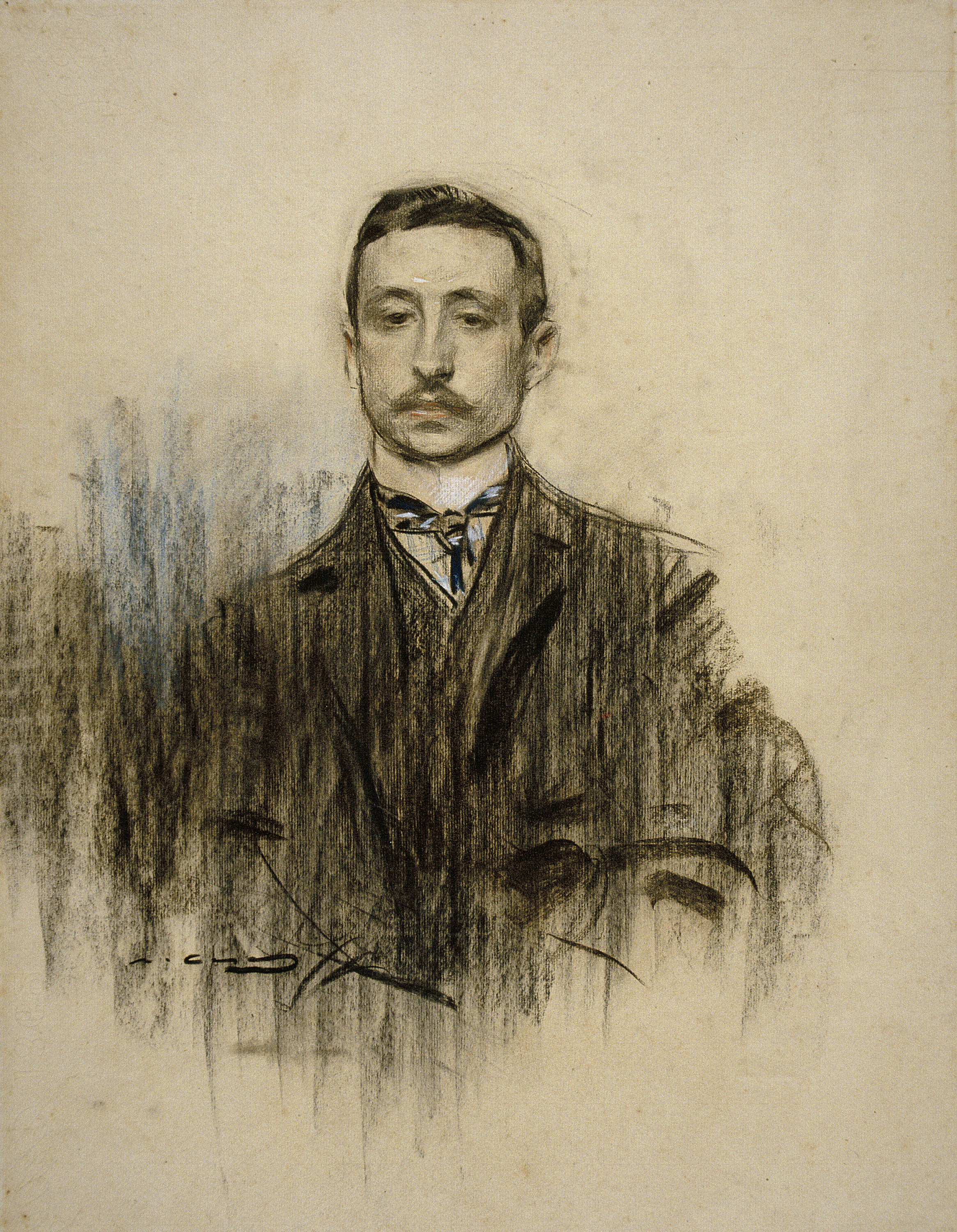
Eduardo Chicharro y Agüera, 2012

Eduardo Chicharro y Agüera (* 18. Juni 1873 in Madrid; † 1949 ebenda) war ein spanischer Maler.
Chicharro studierte an der Real Academia de Bellas Artes de San Fernando bei Carlos de Haes, Alejo Vera, Luis de Madrazo, Jaime Morera und José Moreno Carbonero und nahm außerdem Unterricht bei Joaquín Sorolla. Er vervollkommnete seine Ausbildung als Stipendiat in Rom und auf Reisen durch Frankreich und Holland. Er gründete 1910 die Asociación de pintores y escultores, deren erster Präsident er wurde, und leitete von 1912 bis 1925 als Nachfolger von Ramón del Valle-Inclán die Academia Española de Bellas Artes de Roma.
Er wurde dann Professor und Direktor der Real Academia de Bellas Artes de San Fernando, außerdem Generalinspektor der Escuelas de Artes y Oficios und Director General de Bellas Artes. Sein bekanntester Schüler war Pablo San Segundo Castañeda. Bei den Nationalen Ausstellungen 1899 und 1904 erhielt er den Zweiten bzw. Ersten Preis, be der Ausstellung 1922 eine Ehrenmedaille. Bei den Exposiciones Internacionales in Lüttich, München und Barcelone gewann er Erste Preise. Sein Sohn Eduardo Chicharro Briones wurde als Maler und Lyriker bekannt.